# (401) Ottilia
Ottilia és el nom que rep l'asteroide número 401, situat al cinturó d'asteroides.
Fou descobert per l'astrònom Max Wolf des de l'observatori de Heidelberg (Alemanya), el 16 de març del 1895.